# Lygromma domingo
Lygromma domingo är en spindelart som beskrevs av Norman I. Platnick och Mohammad U. Shadab 1981. Lygromma domingo ingår i släktet Lygromma och familjen Prodidomidae.
Artens utbredningsområde är Ecuador. Inga underarter finns listade i Catalogue of Life.